# Даїн Олександр
Олександр (Олександер) Даїн (12 березня 1877, Одеса — 1945, Каліш, Польща) — полковник медичної служби Армії УНР. Автор мемуарів.

## Життєпис
Закінчив математично-фізичний і медичний факультети Новоросійського університету в Одесі. Служив військовим лікарем у російській армії.
1917 року — дивізійний лікар 1-ї Української (104-ї пішої) дивізії 1-го Українського корпусу.
1918 року — дивізійний лікар 2-ї пішої дивізії Армії Української Держави.
З 7 травня 1919 року — корпусний лікар 1-го Подільського корпусу Дієвої армії УНР.
З 2 червня 1919 року — дивізійний лікар 1-ї Північної дивізії Дієвої армії УНР.
1920 року перебував у резерві Військово-санітарної управи Військового міністерства УНР.
З 1923 року жив на еміграції в Калішу.

## Видання
- Даїн О., д-р. Воєнно-санітарні начерки українського лікаря. — Каліш : Чорномор, 1926. — 142 с. Архівовано з джерела 8 жовтня 2021